# Astragalus pictiformis
Astragalus pictiformis är en ärtväxtart som beskrevs av Rupert Charles Barneby. Astragalus pictiformis ingår i släktet vedlar, och familjen ärtväxter. Inga underarter finns listade i Catalogue of Life.